# 錦江町立池田中学校
錦江町立池田中学校（きんこうちょうりつ いけだちゅうがっこう）は、かつて鹿児島県肝属郡錦江町城元にあった町立中学校。
2008年（平成20年）3月、過疎化と少子化により、町内の他の3中学校（大根占中学校、神川中学校、宿利原中学校）と共に「錦江町立錦江中学校」に統合され、閉校した。

## 概要
- 平成17年3月22日に市町村合併で、錦江町になる以前は、大根占町立池田中学校であった。
- 平成18年度現在から過去数年間の生徒数は、20 - 30人前後を推移しており、全学年1学級であった。